# Piotr Kołodin
Piotr Iwanowicz Kołodin, ros. Пётр Иванович Колодин (ur. 23 września 1930 w miejscowości Nowo-Wasiljewka, obwód zaporoski, zm. 4 lutego 2021) – radziecki kosmonauta, pułkownik-inżynier.

## Życiorys

### Edukacja
W 1946, po ukończeniu szkoły podstawowej w rodzinnej miejscowości został słuchaczem szkoły przygotowawczej dla artylerzystów w Charkowie. Ukończył ją w 1949 ze złotym medalem. Naukę kontynuował w Leningradzkiej Uczelni Artyleryjskiej. W 1952 został jej absolwentem uzyskując pierwszą lokatę.

### Kariera kosmonauty
Od lipca 1952 rozpoczął służbę na poligonie ćwiczebnym dla artylerzystów. Był naczelnikiem artyleryjskiej stacji meteorologicznej. Później studiował na wojskowej Akademii Radiotechniczno-Artyleryjskiej. W sierpniu 1959 został z ramienia ministerstwa obrony oddelegowany na poligon Bajkonur, gdzie został oficerem ds. techniki rakietowej oraz do zadań specjalnych. Od grudnia 1960 przeniesiono go do służby na poligonie w Plesiecku. W 1962 został przedstawicielem wojska w zakładach produkujących broń rakietową w Charkowie.
10 stycznia 1963, po pomyślnym przejściu testów medycznych został zaliczony do drugiej grupy radzieckich kosmonautów (WWS-2). Przez kolejne dwa lata przechodził podstawowe przeszkolenie, podczas którego poznał tajniki konstrukcji statków Wostok oraz Woschod. Po zaliczeniu końcowych egzaminów Kołodin został skierowany do programu Woschod.
W 1965 brał udział w szkoleniu do lotu statku kosmicznego Woschod 2. Dostał przydział do trzeciej załogi razem z Wiktorem Gorbatko.
Od września 1965 do grudnia 1968 wraz z grupą innych kosmonautów uczestniczył w programie Kontakt. Jego celem było wypróbowanie na orbicie okołoziemskiej systemu dokowania dwóch statków kosmicznych. Misje miały być realizowane w ramach radzieckiego programu załogowych lotów na Księżyc. Kołodin trenował początkowo z Andrijanem Nikołajewem i Wiktorem Gorbatko, a później Władimirem Szatałowem oraz Władisławem Wołkowem. Szatałowa zmieniali później kolejno Anatolij Filipczenko i Anatolij Kuklin.
W 1969 brał udział w przygotowaniach do grupowego lotu trzech statków kosmicznych: Sojuz 6, 7 i 8. Razem Władimirem Szatałowem oraz Aleksiejem Jelisjejewem był w załodze dublerów statku Sojuz 7.
Na początku 1970 powrócił do programu Kontakt i razem z Gieorgijem Dobrowolskim tworzył jedną z trenujących załóg.
Od września 1970 do kwietnia 1971 uczestniczył w przygotowaniach do lotu statku Sojuz 10 na pierwszą załogową stację kosmiczną typu Salut. Był inżynierem-badaczem w załodze dublerów, którą dowodził Aleksiej Leonow. Funkcję inżyniera pokładowego pełnił natomiast Walerij Kubasow. Po starcie Sojuza 10 załoga z Kołodinem została wyznaczona do lotu Sojuza 11 jako podstawowa. Na początku czerwca, tuż przed wyznaczonym terminem startu, komisja państwowa wycofała z pierwszego składu tę załogę a w ich miejsce wyznaczyła dublerów: Gieorgija Dobrowolskiego, Władisława Wołkowa oraz Wiktora Pacajewa. Powodem tej decyzji były wątpliwości lekarzy co do stanu zdrowia Kubasowa. W dalszych przygotowaniach, do kolejnego lotu na stację kosmiczną Salut, Kubasowa zamienił Nikołaj Rukawisznikow. Datę startu wyznaczono na 20 lipca 1971. Szkolenie zostało przerwane po tragicznej śmierci załogi Sojuza 11 i konieczności zmodyfikowania statku Sojuz na wersję dwuosobową.
Do 1975 przechodził ogólne szkolenie dla kosmonautów mających uczestniczyć w lotach na stacje kosmiczne. Jesienią 1975 został przydzielony w charakterze inżyniera pokładowego do pierwszej załogi odwiedzającej (misja krótkotrwała), która miała przycumować do stacji kosmicznej Salut 6. Podczas lotu Kołodin miał pracować na zewnątrz statku kosmicznego. Na dowódcę wyprawy był wyznaczony Władimir Dżanibekow (wówczas także debiutant). Nieudany lot Sojuza 25 spowodował, że podjęto decyzję o rozformowaniu wszystkich załóg, których członkowie nie posiadali doświadczenia w lotach kosmicznych.
Była to ostatnia nominacja kosmonauty do konkretnej załogi. Jego nazwisko nie pojawiło się więcej w składach planowanych misji załogowych.
20 kwietnia 1983 rozkazem dowództwa lotnictwa Kołodin przestał być członkiem oddziału kosmonautów. Do 1986 pełnił różne funkcje w Centrum Wyszkolenia Kosmonautów im. J. Gagarina. 11 listopada 1986 z uwagi na wiek został przeniesiony do rezerwy.

## Życie prywatne
Żonaty, miał jednego syna.